# ديريك فليتشير (لاعب كرة قدم أمريكية)
ديريك فليتشير (بالإنجليزية: Derrick Fletcher)‏ هو لاعب كرة قدم أمريكية أمريكي، ولد في 9 سبتمبر 1975 في هيوستن في الولايات المتحدة.

## وصلات خارجية
- ديريك فليتشير على موقع مرجع كرة القدم المحترفة.كوم (الإنجليزية)